# Bolivar (Tennessee)
Bolivar település az Amerikai Egyesült Államok Tennessee államában, Hardeman megyében, melynek megyeszékhelye is. Lakosainak száma 5205 fő (2020. április 1.).

## Népesség
A település népességének változása:

| 2010 | 5 417 |
| 2020 | 5 205 |